# 라피 지역

라피 지역의 문장

라피 지역의 위치

라피 지역(핀란드어: Lappi, 스웨덴어: Lappland, 북부 사미어: Lappi)은 핀란드 북부에 위치한 지역으로 중심 도시는 로바니에미이며 면적은 98,984km2, 인구는 184,000명이다. 북포흐얀마 지역, 보트니아만과 접하며 스웨덴, 노르웨이, 러시아 국경과 접한다. 과거 라피 주를 전신으로 하고 있으며 21개 지방 자치체를 관할한다.

## 같이 보기
- 사프미